# 北京交通大学詹天佑学院
智慧交通未来技术学院，简称詹天佑学院，是北京交通大学的一个学院。
2020年7月，詹天佑学院成立，旨在培养交通领域创新拔尖人才。
詹天佑学院实施八年一贯制本博连读培养模式，前三年为本科生培养阶段，后五年为博士生培养阶段。